# Olmo (Alta Córcega)
Olmo (en corso l'Olmu) es una comuna de Francia, en la región de Córcega, departamento de Alta Córcega, distrito de Bastia y cantón de Alto-di-Casaconi. 